# Campeonato Mundial de Atletismo de 2013 - Lançamento de martelo masculino
‎
O lançamento de martelo masculino do Campeonato Mundial de Atletismo de 2013 ocorreu entre 10 e  12 de agosto no Estádio Lujniki, em Moscou.

## Recordes
Antes desta competição, os recordes mundiais e do campeonato nesta prova eram os seguintes:
| Tipo                  | Atleta       | Distância | Local     | Data                 | Ref |
| --------------------- | ------------ | --------- | --------- | -------------------- | --- |
|                       | Yuriy Sedykh | 86,74     | Stuttgart | 30 de agosto de 1986 | ver |
| Recorde do campeonato | Ivan Tsikhan | 83,89     | Helsinque | 8 de agosto de 2005  | ver |

## Medalhistas
| Ouro               | Prata                | Bronze             |
| Paweł Fajdek (POL) | Krisztián Pars (HUN) | Lukáš Melich (CZE) |

## Cronograma
| Data         | Hora  | Evento        |
| ------------ | ----- | ------------- |
| 10 de agosto | 17:05 | Primeira fase |
| 12 de agosto | 20:30 | Final         |

## Resultados

### Primeira fase
Qualificação: Desempenho de qualificação 77,00 m (Q) ou pelo menos 12 melhores (q) avançam para a final. 
| Classificação | Grupo | Nome                          | Nacionalidade  | 1ª prova | 2ª prova | 3ª prova | Marca   | Nota       |
| ------------- | ----- | ----------------------------- | -------------- | -------- | -------- | -------- | ------- | ---------- |
| 1             | A     | Krisztián Pars                | Hungria        | 75,21 m  | 79,06 m  |          | 79,06 m | Q          |
| 2             | A     | Lukáš Melich                  | Chéquia        | 78,52 m  |          |          | 78,52 m | Q          |
| 3             | B     | Primož Kozmus                 | Eslovênia      | 78,10 m  |          |          | 78,10 m | Q          |
| 4             | B     | Sergej Litvinov               | Rússia         | 75,08 m  | 74,20 m  | 77,41 m  | 77,41 m | Q          |
| 5             | A     | Marcel Lomnický               | Eslováquia     | 74,11 m  | 76,97 m  | 76,60 m  | 76,97 m | q          |
| 6             | B     | Szymon Ziółkowski             | Polónia        | 76,19 m  | 76,85 m  | 75,15 m  | 76,85 m | q          |
| 7             | A     | Koji Murofushi                | Japão          | 74,10 m  | x        | 76,27 m  | 76,27 m | q          |
| 8             | A     | Paweł Fajdek                  | Polónia        | x        | 76,17 m  | 75,18 m  | 76,17 m | q          |
| 9             | B     | Markus Esser                  | Alemanha       | 70,44 m  | 72,54 m  | 75,90 m  | 75,90 m | q          |
| 10            | B     | Nicola Vizzoni                | Itália         | 74,65 m  | 74,02 m  | 75,38 m  | 75,38 m | q          |
| 11            | B     | Yury Shayunou                 | Bielorrússia   | x        | 74,15 m  | 75,18 m  | 75,18 m | q          |
| 12            | B     | Quentin Bigot                 | França         | 73,69 m  | 70,46 m  | 74,98 m  | 74,98 m |            |
| 13            | B     | Ákos Hudi                     | Hungria        | 70,56 m  | 74,30 m  | 73,72 m  | 74,30 m |            |
| 14            | A     | Mattias Jons                  | Suécia         | 73,47 m  | x        | x        | 73,47 m |            |
| 15            | A     | A. G. Kruger                  | Estados Unidos | x        | 73,35 m  | 73,23 m  | 73,35 m |            |
| 16            | A     | Yevhen Vynohradov             | Ucrânia        | 71,05 m  | x        | 72,90 m  | 72,90 m |            |
| 17            | B     | Igors Sokolovs                | Letônia        | 72,78 m  | x        | x        | 72,78 m |            |
| 18            | B     | Dzmitry Marshin               | Azerbaijão     | 72,43 m  | x        | x        | 72,43 m |            |
| 19            | A     | Valeriy Sviatokha             | Bielorrússia   | x        | 70,35 m  | 72,05 m  | 72,05 m |            |
| 20            | A     | Hassan Mohamed Mahmoud        | Egito          | 70,11 m  | 71,88 m  | x        | 71,88 m |            |
| 21            | A     | Roberto Janet                 | Cuba           | 71,73 m  | x        | 69,07 m  | 71,73 m |            |
| 22            | B     | Chris Harmse                  | África do Sul  | 71,42 m  | x        | x        | 71,42 m |            |
| 23            | A     | Javier Cienfuegos             | Espanha        | 70,79 m  | 70,05 m  | x        | 70,79 m |            |
| 24            | A     | Mohamed Ashraf Amjad Al-Saifi | Catar          | 69,70 m  | x        | x        | 69,70 m |            |
| 25            | B     | Aleksey Korolev               | Rússia         | 69,69 m  | x        | x        | 69,69 m |            |
| 26 !          | A     | Aleksey Zagornyi              | Rússia         | x        | x        | x        | NM      |            |
| 26 !          | A     | Ali Al-Zinkawi                | Kuwait         |          |          |          | DNS     |            |
| —             | B     | Dilshod Nazarov               | Tajiquistão    | 71,70 m  | 77,93 m  |          | 77,93 m | DSQ Doping |
| —             | B     | Pavel Kryvitski               | Bielorrússia   | 74,45 m  | x        | x        | 74,45 m | DSQ Doping |

### Final
A final foi iniciada as 20:30. 
| Pos.              | Nome              | Nazionalità  | 1ª prova | 2ª prova | 3ª prova | 4ª prova | 5ª prova | 6ª prova | Misura  | Note       |
| ----------------- | ----------------- | ------------ | -------- | -------- | -------- | -------- | -------- | -------- | ------- | ---------- |
| Medalha de ouro   | Paweł Fajdek      | Polónia      | 81,97 m  | 80,92 m  | x        | 78,41 m  | x        | 79,57 m  | 81,97 m | MS, RP     |
| Medalha de prata  | Krisztián Pars    | Hungria      | 80,30 m  | 79,47 m  | 79,61 m  | 78,90 m  | 79,02 m  | x        | 80,30 m |            |
| Medalha de bronze | Lukáš Melich      | Chéquia      | 70,66 m  | 77,11 m  | 79,36 m  | 76,88 m  | x        | 75,52 m  | 79,36 m |            |
| 4                 | Primož Kozmus     | Eslovênia    | 77,80 m  | 79,21 m  | 79,22 m  | 78,26 m  | x        | x        | 79,22 m |            |
| 5                 | Koji Murofushi    | Japão        | 78,03 m  | 75,38 m  | 77,17 m  | 77,63 m  | 77,92 m  | 76,03 m  | 78,03 m | PS         |
| 6                 | Nicola Vizzoni    | Itália       | 75,33 m  | 77,61 m  | 75,29 m  | x        | 75,42 m  | x        | 77,61 m | PS         |
| 7                 | Marcel Lomnický   | Eslováquia   | 76,62 m  | x        | 77,57 m  | x        | 76,46 m  | 76,48 m  | 77,57 m |            |
| 8                 | Szymon Ziółkowski | Polónia      | 75,93 m  | 76,84 m  | 76,50 m  |          |          |          | 76,84 m |            |
| 9                 | Markus Esser      | Alemanha     | 74,07 m  | 76,25 m  | x        |          |          |          | 76,25 m |            |
| 10                | Sergej Litvinov   | Rússia       | 75,90 m  | x        | x        |          |          |          | 75,90 m |            |
| 11                | Yury Shayunou     | Bielorrússia | 73,68 m  | x        | 72,64 m  |          |          |          | 73,68 m |            |
| —                 | Dilshod Nazarov   | Tajiquistão  | 72,45 m  | 75,89 m  | 77,69 m  | 78,31 m  | 77,27 m  | 77,84 m  | 78,31 m | DSQ Doping |

Legenda
| Recorde mundial       | Recorde mundial (World record)               |                       | Recorde africano                      | Recorde africano (African) |                                           | Q | Classificado por posição (Qualified) |
| Recorde do campeonato | Recorde do campeonato (Championship record)  | Recorde da América    | Recorde da América (Americas)         | q                          | Classificado por melhor tempo (Qualified) |   |                                      |
| Melhor marca do ano   | Melhor marca do ano (World leading)          | Recorde asiático      | Recorde asiático (Asian)              | DNS                        | Não largou (Did not start)                |   |                                      |
| Recorde nacional      | Recorde nacional (National record)           | Recorde europeu       | Recorde europeu (European)            | DNF                        | Não terminou (Did not finish)             |   |                                      |
| Recorde pessoal       | Recorde pessoal do atleta (Personal best)    | Recorde da Oceania    | Recorde da Oceania (Oceania)          | DSQ / DQ                   | Desclassificado (Disqualified)            |   |                                      |
| Recorde da temporada  | Recorde da temporada do atleta (Season best) | Recorde sul-americano | Recorde sul-americano (South America) | NM                         | Sem marca (No mark)                       |   |                                      |